# Crushology 101
Crushology 101 (en hangul, 바니와 오빠들; romanización revisada, Baniwa oppadeul; literalmente, «Bunny y sus hermanos») es una serie de televisión suroreana basada en un webtoon homónimo de Ni-eun. Está escrita por Sung So-eun y Lee Sul, dirigida por Kim Ji-hoon, y protagonizada por Roh Jeong-eui, Lee Chae-min, Jo Joon-young, Kim Hyun-jin y Hong Min-gi. Se emite por el canal MBC desde el 11 de abril hasta el 17 de mayo de 2025, en horario de viernes y sábados a las 21:50 (hora local coreana). También está disponible en TVING, para Corea del Sur,  para el resto del mundo en varias plataformas de contenidos audiovisuales: Kocowa+, U-Next y Viu.

## Sinopsis
Bunny es una joven estudiante universitaria de Bellas Artes, perfecta en todos los aspectos, desde su apariencia hasta su personalidad y calificaciones, pero novata en el amor. Aunque su sentido estético la lleva a preferir la belleza, hace una excepción con Ko Bong-su, que la corteja persistentemente hasta que ella le abre su corazón. Así se convierten en una pareja, hasta el momento en que él comete un descuido y deja que todo el mundo en el campus universitario pueda oír lo que piensa sobre ella, mostrando su verdadera personalidad. Tras este vergonzoso incidente Bunny termina la relación de modo radical; pero entonces, de repente, se encuentra rodeada de chicos atractivos.

## Reparto

### Principal
- Roh Jeong-eui como Bunny (Ban Hee-jin), estudiante de segundo curso en el departamento de Escultura de la universidad de Yejin. Es una joven perfecta en todos los sentidos, incluidos sus estudios y habilidades para el dibujo, pero ingenua y novata cuando se trata de amor.[1][2][3]
- Lee Chae-min como Hwang Jae-yeol, estudiante de segundo curso en el departamento de Diseño Visual de la Universidad de Yejin. Es el macho alfa oficial del departamento, frío por fuera pero más cálido por dentro que cualquier otro.[4][5][6]
- Jo Joon-young como Cha Ji-won, estudiante de segundo curso en el departamento de Escultura de la Universidad de Yejin. Tercera generación de una familia chaebol, candidato perfecto a novio, un talento natural para todo. Un hombre que lo tiene todo, o casi todo.[7][8][9]
- Kim Hyun-jin como Jo A-rang (conocido artísticamente como Jay), graduado del departamento de Escultura de la universidad de Yejin, un ídolo del mundo del arte.[10][11]
- Hong Min-gi como Jin Hyun-oh, estudiante de segundo curso en el departamento de Educación Física Social en Gaeundae, el primer amor de Bunny, con quien se reencuentra. Es un prometedor jugador de baloncesto, una estrella en ciernes del baloncesto profesional.[12][13]

### Secundario

#### Entorno de Bunny
- Nam Gyu-hee como Kwon Bo-bae, estudiante de segundo curso en el departamento de Teatro y Cine de la universidad de Yejin. Una estrella del campus, amiga de la infancia de Bunny y compañera de clase desde la escuela primaria. Pese a su apariencia algo fría, tiene una personalidad cálida y la apoya de verdad.[14]
- Choi Ji-su como Nam-Kkot-nim, la mejor amiga de Bunny, estudiante de segundo curso del departamento de Periodismo y Relaciones Públicas de la universidad de Yejin, compañera de secundaria de Bunny y Bo-bae.[15][16]
- Lee Ji-hoon como Ban Yeong-min, el padre de Bunny. El único hombre que ama Bunny, resulta ser un verdadero ganador. Marido de Hyun-kyung y, de profesión, amo de casa, experto no solo en la cocina sino en todas las tareas domésticas.[17][18]
- Kim Jae-hwa como Kim Hyeon-gyeong, la madre de Bunny, entrenadora de voleibol. Esposa de Yeongmin.
- Kim Hyun-mok como Ko Bong-su, el exnovio de Bunny. Estudiante del departamento de Filosofía de la universidad de Yejin.[19]

#### Universidad de Yejin
- Jeon Jun-ho como Chun Chun-sik, estudiante de segundo curso en el departamento de Diseño Visual de la universidad de Yejin, júnior de Jae-yeol y Dong-ha en el departamento y miembro de su pandilla.[20][21]
- Lee Tae-hee como Bang Ho-dong, estudiante de segundo curso en el departamento de Diseño Visual en la universidad de Yejin, júnior de Jae-yeol y Dong-ha en el departamento y miembro de su pandilla.
- Jo Hyun-ah como Park Hye-young, profesora de Escultura en la Universidad de Yejin. A menudo da comentarios directos que pueden ser hirientes, pero, por otro lado, es generosa con los elogios a los estudiantes que trabajan bien.
- Jeong Ye-nok como Jeong Min-ju, estudiante de segundo curso del departamento de Escultura de la universidad de Yejin. Compañera de clase de Bunny y actual subdirectora del departamento de escultura.
- Kim Joo-mi como Oh Yu-ri, estudiante de segundo curso del departamento de Escultura en la universidad de Yejin. Es una persona talentosa que años atrás arrasó con premios de todo el país. Después de ingresar a la universidad, conoce a Bunny como compañera de clase y aunque le tiene envidia, se convierten en verdaderas amigas.[22]
- Jin Se-rim como Min Ji-young, estudiante de segundo curso en el departamento de Pintura Occidental de la universidad de Yejin. Amigo del consejo estudiantil de Bunny y gran admirador del escultor Jay.

#### Otros
- Kim Min-chul como Lee Dong-ha, estudiante de segundo curso del departamento de Diseño Visual de la universidad de Yejin. Es el mejor amigo de Jae-yeol y quiere ser director artístico.[23][24]
- Wang Bit-na como Im Kyung-hwa, la juvenil madre de Hwang Jae-yeol, una madre amorosa y despreocupada que dio a luz a su hijo a los 20 años.[25]
- Jeon So-young como Han Yeo-reum, el primer amor de Jae-yeol, una joven locutora deportiva. Se graduó precozmente en el departamento de Periodismo y Relaciones Públicas de la Universidad de Yein.[26]
- Chae Je-ni como Cha Hye-won, que se está preparando para ir a estudiar al extranjero.

### Apariciones especiales
- Lee Jin-woo como el profesor de arte de Bunny en la escuela.[27]
- Choi Bo-min como un estudiante del departamento de Teatro y Cine de la universidad de Yejin (episodio 1).[27][28]

## Banda sonora original
El director musical de la serie es Lee Kwang-hee, con experiencia en otras muchas producciones televisivas, entre otras Clean with Passion for Now y The Police Station Next to the Fire Station. Kakao Entertainment anunció el lanzamiento de la banda sonora original de la serie el 11 de abril. La primera pista es Traces of a Star, y está interpretada por Isa, del grupo de chicas STAYC. La segunda es Sunshine, cantada por el dúo DENI (Gowoon y el vocalista Lee Yoon-seo). Otros artistas presentes son el cantante Jung Seung-hwan, el cantautor Woody, Kyungseo, Dragon Pony y Jung Hyo-bin.

## Producción
Crushology 101 está basada en un webtoon homónimo de Ni-eun, serializado desde 2019 en Kakao Webtoon. Al momento del estreno de la serie el comic llevaba acumulados 170 millones de visitas, y gozaba de gran popularidad no solo en Corea sino también en Japón, China, Taiwán y Taliandia. El guion de la serie está escrito por Sung So-eun y Lee Seul, y dirigida por Kim Ji-hoon. El contenido de la serie es en parte diferente al del webtoon; en particular, aquella se centra en cómo la protagonista desarrolla sus valores en el amor centrándose en las emociones y el yo interior de la otra persona, en lugar de en encantos superficiales como la apariencia. También se apuesta por un mayor realismo con respecto a la historia gráfica.
Otra división del grupo de la empresa editora, Kakao Entertainment, resolvió hacerse cargo de la producción, dentro de su estrategia de ampliar el uso de los derechos de propiedad intelectual. En mayo de 2024 fuentes de la industria televisiva anunciaron que la serie se hallaba en preproducción y que se esperaba comenzar el rodaje en verano. También estaba decidido que el canal para la emisión sería MBC. En aquel momento aún no estaba cerrado el reparto.
Roh Jeong-ui fue presentada como protagonista de la serie el 1 de mayo de 2024. El 19 de septiembre MBC confirmó los nombres de la actriz y de Lee Chae-min y Jo Joon-young como protagonistas. Roh Jeong-ui, Lee Chae-min y Kim Min-chul vuelven a trabajar juntos menos de un año después de la serie Jerarquía, emitida en junio de 2024. Además, la guionista Lee Seul escribió en 2022 Dear.M, donde actúan Roh Jeong-ui, Jo Joon-young y Hong Min-gi.
El 6 de febrero de 2025 MBC publicó imágenes de la lectura del guion. El 25 del mismo mes lanzó un avance, que contiene los encuentros de Bunny con sus cuatro compañeros. El 4 de marzo distribuyó un cartel en el que aparecen los cinco protagonistas. La producción se presentó el día 3 de abril en una conferencia de prensa celebrada en el I-Park Mall CGV en Yongsan-gu, Seúl, con la presencia del director Kim Ji-hoon y del reparto de protagonistas.
Según se anunció a principios de marzo de 2025, el estreno de la serie estaba programado inicialmente para el 4 de abril, pero se pospuso una semana debido a la emisión de un informativo especial sobre el juicio político al presidente Yoon Suk-yeol. Por ello se estrenó el viernes 11 de abril, a las 21:50. Kakao Entertainment anunció que se estrenaría simultáneamente en ciento seis países del mundo a través de varias plataformas OTT: Norteamérica, Centroamérica y Sudamérica, Europa y Oceanía a través de KOCOWA+, Japón a través de U-NEXT, y en el Sudeste Asiático, Oriente Medio y África a través de Viu.

## Audiencia
El primer episodio registró un índice de audiencia nacional de apenas el 1,3 %. Esta cifra es más de un 4 % inferior a las calificaciones del primer episodio (5,6 %) y del episodio final (5,8 %) de la serie anterior en su franja horaria, Undercover High School. Su competidora en el canal SBS Corazones enterrados, ya en su penúltimo episodio, registró el mismo día un 13,4 % de audiencia.
El segundo episodio fue aún peor, con apenas el 0,9 %, que supone el dato más bajo de audiencia de todas las series de viernes y sábado emitidas por MBC. Según algunos comentaristas, la razón  principal de este fracaso es la trama, que está fuera de las preferencias de los grupos más numerosos de espectadores en esta franja horaria, las mujeres de media edad y de edad avanzada. Tampoco ayuda el reparto, formado por muchos actores nuevos y relativamente desconocidos. Por último, tuvo que sufrir la competencia de dos títulos de gran peso, la ya mencionada Corazones enterrados en SBS y The Art of Negotiation en JTBC, cuyo episodio final tocó el 10,3 %.
| Episodio | Fecha de emisión    | Índices de audiencia (Nielsen Korea) |
| --- | ------------------- | ------------------------------------ |
| 1 | 11 de abril de 2025 | 1,3 % (34.ª)                         |
| 2 | 12 de abril de 2025 | 0,9 % (59.ª)                         |
| 3 | 18 de abril de 2025 | 1,5 % (30.ª)                         |
| 4 | 19 de abril de 2025 | 1,1 % (47.ª)                         |
| 5 | 25 de abril de 2025 | 1,1 % (36.ª)                         |
| 6 | 26 de abril de 2025 | 0.9 % (54.ª)                         |
| 7 | 2 de mayo de 2025   | 0,8 % (47.ª)                         |
| 8 | 3 de mayo de 2025   | 0,7 % (69.ª)                         |
| 9 | 9 de mayo de 2025   | 1,2 % (32.ª)                         |
| 10 | 10 de mayo de 2025  | 0,8 % (58.ª)                         |
| 11 | 16 de mayo de 2025  | 0,9 % (45.ª)                         |
| 12 | 17 de mayo de 2025  | 0,8 % (61.ª)                         |
| Promedio | Promedio            | 1 %                                  |
| - En la tabla superior, los números azules representan las calificaciones más bajas y los números rojos representan las más altas. |                     |                                      |